# المعهد الوطني للدراسات التاريخية للثورة المكسيكية
المعهد الوطني للدراسات التاريخية للثورة المكسيكية (بالإسبانية: Secretaría de Educación Pública)‏، هو معهد بحث تابع للأمانة العامة المكسيكية للتعليم، مكرس لدراسة الثورة المكسيكية (1910-1920).
استقال بيدرو سالميرون سانجينيس، المدير العام للمعهد منذ عام 2013، في 21 سبتمبر 2019، بسبب معارضة يمينية. تم استبداله بفيليبي أرتورو أفيلا إسبينوزا، الحاصل على درجة البكالوريوس في علم الاجتماع من الجامعة الوطنية المكسيكية المستقلة ودكتوراه في التاريخ من كلية المكسيك.

## روابط خارجية
- الموقع الرسمي
- كتب من قبل المعهد الوطني للدراسات التاريخية في لا ريفولوسيون ميكسيكانا